# William Holt Yates Titcomb
William Holt Yates Titcomb, né le 22 février 1858 à Cambridge et mort le 7 septembre 1930 à Bristol, est un peintre anglais . 

## Biographie

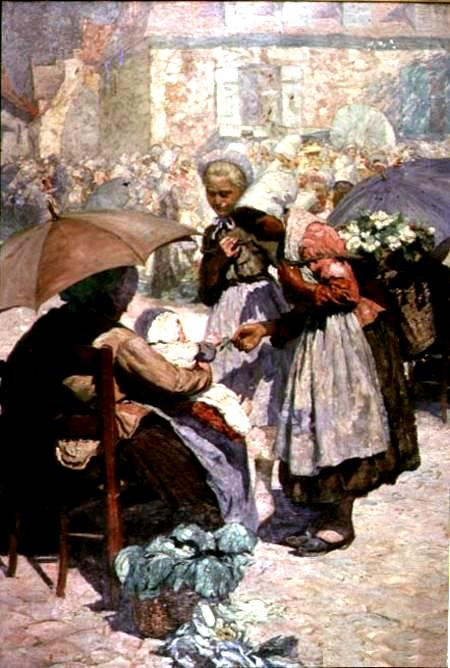
Jour de marché, à Étaples.

### Enfance et formation
Titcomb naît le 22 février 1858à Cambridge, il est le huitième enfant et premier fils du révérend Jonathan Holt Titcomb et de son épouse Sarah. 
Il fait ses études à la Westminster School. Il commence sa formation artistique à la South Kensington School. 
Son père est nommé premier évêque de Rangoon, Birmanie en 1877. Titcomb l'y rejoint en décembre 1880 et y réalise une série de peintures et d'esquisses de vie dans les monastères. 
Il est l'élève de Hubert von Herkomer à Bushey, Gustave Boulanger et de Jules Lefebvre à l'Académie Julian  à Paris et de Charles Verlat à l'académie royale des beaux-arts d'Anvers. 
Il épouse Jessie Ada Morison, en 1892 qui est artiste, vivant à l'époque à St. Ives, Cornwall.

### Carrière professionnelle
Titcomb est un peintre figuratif, particulièrement connu pour ses représentations des pêcheurs de Cornouailles. 
Son œuvre Méthodistes primitifs à la prière est exposée au musée et à la galerie d'art Dudley en 1889, avec ce tableau, il remporte de nombreuses médailles internationales. 
En 1909, il s'installe à Bristol, où il est déjà élu académicien de la Bristol Academy of Fine Art, qui deviendra plus tard la Royal West of England Academy (RWA).

### Mort
Titcomb meurt le 7 septembre 1930 à Bristol.